# 白细胞介素-6
白细胞介素-6（Interleukin 6），简称白介素-6（IL-6，在人体内由IL6基因编码），最初由日本免疫学家岸本忠三团队发现，是一种介导炎症的白细胞介素（但在某些情况下也具有抗炎症作用）。白细胞介素-6可由T细胞、B细胞、单核细胞、成纤维细胞、角质形成细胞、内皮细胞、系膜细胞，以及一部分肿瘤细胞分泌。
白细胞介素-6最初被认为是一种能促进B细胞分化为浆细胞的因子，后来陆续发现有其他功能。
例如，白细胞介素-6能够穿过血脑屏障，与中枢神经系统的正常生理过程与损伤修复过程都有关联。